# انجمن منتقدان فیلم جورجیا
انجمن منتقدان فیلم جورجیا (به انگلیسی: Georgia Film Critics Association) (اختصاری GAFCA) یک سازمان حرفه‌ای نقد فیلم واقع در ایالت جورجیا آمریکا می‌باشد. دخول برای منتقدان فیلم سراسر این ایالت آزاد است، اگرچه بخش عمده‌ای از منتقدان این سازمان در منطقه کلان‌شهری آتلانتا متمرکز هستند. اعضای جی‌اف‌اِی‌سی نقدهای خود را در بسترهای مختلفی منتشر می کنند؛ به صورت آنلاین، رادیو، تلویزیون و رسانه‌های چاپی. این سازمان در سال ۲۰۱۱ توسط گروهی از منتقدان ایالت جورجیا ایجاد شد. تا سال ۲۰۱۹، جی‌اف‌اِی‌سی متشکل از ۳۸ عضو بود و دارای جوایزی که هر سال در ۱۷ شاخه به هنرمندان اعطا میشود.